# حریز بن عبدالله سجستانی
حَریز بن عبدالله سجستانی اولین فقیه شیعی سیستانی در اسلام است که شیخ طوسی در رجال، وی را در ردیف مصنفان بزرگ شیعه به حساب آورده است. نام پدرش قاضی سجستانی است.
زراره بن اعین از جعفر صادق روایت کرده‌است که حریز در جنگ با خوارج شرکت کرد و کشته شد. 
این حدیث به ترتیب از حمادبن عیسی و علی بن رباط و عبدالله بن عبدالرحیم اصم و از زراره بن اعین و از جعفر صادق نقل شده‌است.

## تالیفات
- کتاب الزکاه
- کتاب الصلاه
- کتاب الصیام
- کتاب النوادر